# Комотово (Гродненский район)
Комотово (бел. Ко́матава) — деревня в Гродненском районе Гродненской области Республики Беларусь. Входит в состав Обуховского сельсовета.

## География
Ближайшие населённые пункты Огородники, Пужичи и др.

### Гидрография
Река Неман, Котра.

## Этимология
В балтско-литовском двухосновном имени Комат (< Kómatas) первая основа Ko- как в имени Комин (< Kominas), которое фиксируется в Переписи великолитовского войска 1528 года в форме отчества “Янъ Коминович”. Вторая основа Mat- как в двухосновных именах Рамат, Скумат (< Ramatas, Skumatas), от которых топонимы Роматово около Малориты, Скуматы (были между Оршей и Смоленском, около Якименки), также в прусских одноосновных именах Mateyco, Mattyl, Matto, Mattule.

## История
Возможно, в конце XIII века здесь находилась усадьба судовского князя Команта, о которой точно известно одно, что была близ Гродно.
Упоминается с 1388 года. С XVI века известна церковь св. Спаса в Коматово. В 1844 году построена Преображенская церковь.
В 1905 году в Жидомлянской волости Гродненского уезда Гродненской губернии.

## Население

### Численность
- 2009 год — 46 жителей

### Динамика
- 1999 год — 72 жителей (перепись населения)
- 2009 год — 46 жителей (перепись населения)[2]

## Достопримечательность
- Спасо-Преображенская церковь (1844—1846)[3] —  Историко-культурная ценность Республики Беларусь, шифр 413Г000381.
- Жилой дом (1930-е).

## Галерея

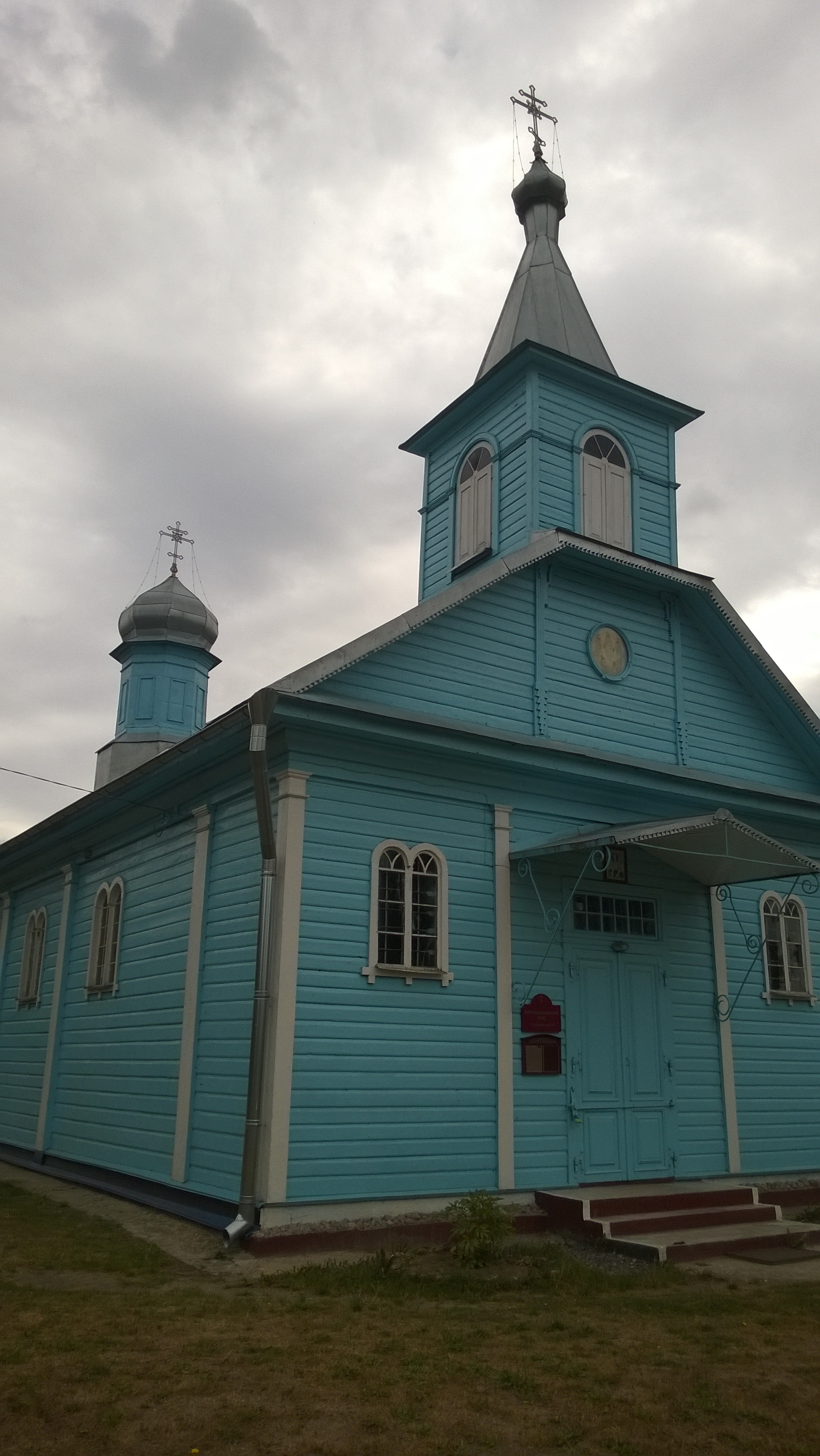
Спасо-Преображенская церковь
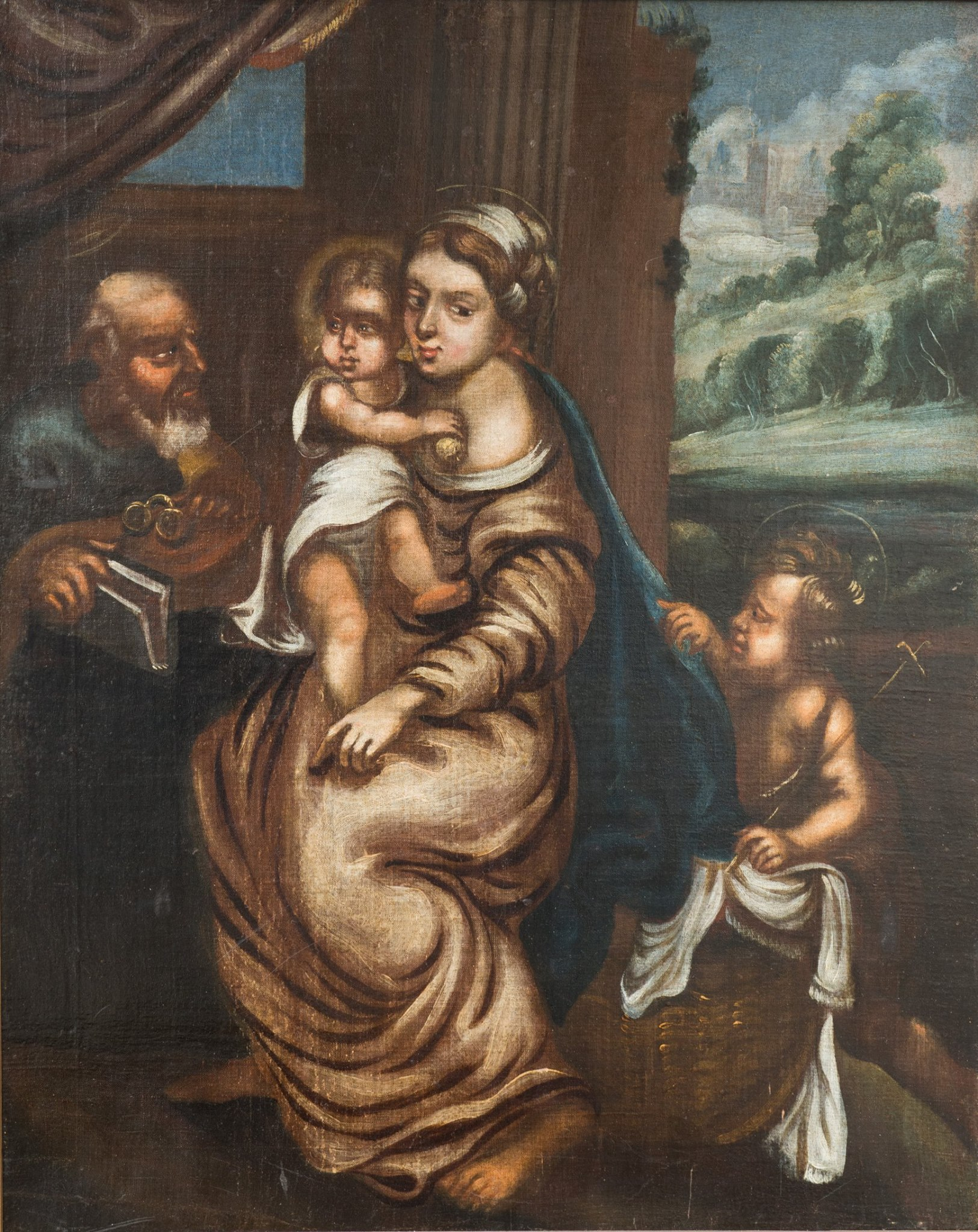
Святая Семья, образ XVIII в. из униятской церкви в Комотово

## Известные лица
- Будилович, Антон Семёнович (1846 — 1908) — русский филолог, славист, публицист.